# Moczyń
Moczyń (niem. Machenau, 1945-1946 Machnów) – nieoficjalna część miasta Żagań, zwana czasem "Osiedlem Moczyń".
W 1840 roku w pobliżu miasta znajdowała się dwuczęściowa, rozdzielona rzeką Bóbr wieś, zwana Deutsch-Machen (Machów) i Polnisch-Machen (Moczyń). W 1914 roku w wyniku rozrostu miasta Polnisch-Machen (Moczyń) została włączona w granice Żagania. Deutsch-Machen w 1936 roku włączono do Bożnowa.
Obecnie jest to część Żagania składająca się głównie z domków jednorodzinnych. Na jej terenie jest szkoła i parafia św. Józefa.
Do najciekawszych miejsc należy most kolejowy zwany "Czerwonym Mostem" na rzece Bóbr.